# 印西市立船穂中学校
印西市立船穂中学校（いんざいしりつ ふなほちゅうがっこう）は、千葉県印西市高花一丁目にある公立中学校。

## 概要
千葉ニュータウン中央駅から車で5分の場所にある本校は、ニュータウン地区と旧農村地区とが共生する、伝統と活気に満ちた学校である。
本校は旧来からの農村地域である船穂・草深地区を学区としていたが、千葉ニュータウン事業の進展により昭和59年（1984年）に内野地区の入居が始まって以来、年間70名～80名の急激な生徒数増をみてきた。平成元年にはニュータウン地区の生徒数が8割を超え、生徒数586名、普通学級14、特殊学級1の規模となり、翌平成2年ニュータウン地区に原山中学校が分離開校することとなった。

## 沿革
- 1947年（昭和22年）5月 - 新制度により船穂村立船穂小学校開校。船穂小、草深小学校校舎内に各学年1クラス、職員6名、生徒183名。
- 1948年（昭和23年）2月 - 新校舎起工式（船尾字原山1449）。
- 1949年（昭和24年）2月 - 校舎落成。
- 1954年（昭和29年）12月 - 町村合併により印西町立船穂中学校と改称する。
- 1990年（平成2年）4月 - 原山中学校開校により分離。
- 1996年（平成8年）4月 - 市制施行、印西市立船穂中学校と改称。

## 学区
- 船穂小学校の学区である印西市武西、戸神、船尾、松崎、松崎台一丁目、松崎台二丁目、結縁寺及び多々羅田の全部の区域並びに草深の一部の区域

- 高花小学校の学区である印西市高花一丁目、高花二丁目、高花三丁目、高花四丁目、高花五丁目及び高花六丁目の全部の区域並びに草深の一部の区域[3]

## 著名な出身者
- 井口峰幸（陶芸家）
- 古川牧子（元女子バレーボール選手）
- 未来穂香(モデル)